# Lumea văzută de Ion B.
Lumea văzută de Ion B. (în engleză The World According to Ion B.) este un film documentar din 2009 produs de HBO România și Alexander Nanau Production și regizat de Alexander Nanau.
Premierea filmului la TV a fost difuzat în premieră și în exclusivitate joi, 17 decembrie 2009, de la ora 20.00, la HBO România.
Filmul fost premiat la 23 noiembrie 2010 la categoria Arts Programming, la cea de-a 38-a ediție a Premiilor Emmy de la New York.

## Povestea
Filmul lui Alexander Nanau prezintă povestea lui Ion Bârlădeanu, care, de la o viață de vagabond pe străzile Bucureștiului, a ajuns un artist de prestigiu internațional. La peste 60 de ani, Ion Bârlădeanu este cea mai recentă descoperire a artei românești. În urmă cu câțiva ani locuia și lucra în ghena unui bloc bucureștean de pe Calea Moșilor. În 2009, operele sale erau expuse la Londra, alături de cele ale lui Andy Warhol și Marcel Duchamp.
Regizorul Alexander Nanau a început filmările la documentar în momentul în care lucrările lui Ion B. au început să fie cunoscute și apreciate și în țară și în afară. Filmul oferă o perspectivă asupra a ceea ce poate propune Europa de Est: talent nedescoperit, oameni care au învățat să ascundă pentru a-și păstra adevărul interior și a supraviețui regimului comunist.
Filmul a câștigat premiul Gopo în martie 2010 și a fost selecționat până în prezent la peste 30 de festivaluri.

## Premii
- Gopo pentru cel mai bun film documentar, 2010 premiu acordat în cadrul galei Premiilor Gopo.
- Premiu Emmy, categoria „Arts Programming” 2010, fiind selectat dintre All My Life: Cazuza (TV Globo Brasilia), Imagine… David Hockney: A Bigger Picture (Coluga Pictures/BBC - Marea Britanie) și Personas Inside Out (TV Asahi Corporation - Japonia).